# Diane Rodríguez
Diane Marie Rodríguez Zambrano (née à Guayaquil le 16 mars 1982) est une femme politique trans équatorienne. Militante pour les droits des personnes trans et fondatrice de l'association Silueta X, elle est élue députée en 2017.

## Biographie
Travaillant comme réceptionniste dans un hôtel, Diane Rodríguez perd son emploi en 2008 après avoir participé à une table-ronde sur la prévention du sida chez les personnes trans.
En octobre 2012, elle se présente aux primaires comme candidate de Ruptura 25 (es) pour la province du Guayas. Elle devient de fait la première candidate transgenre de l'histoire du pays. Les résultats de l'élection n'annoncent aucun vainqueur parmi Ruptura 25. 
Après que le président équatorien Rafael Correa a annoncé en 2014 l'enregistrement des unions de fait à l'état civil — qui reconnaît pour la première fois les couples homosexuels ou composés de personnes trans —, Diane Rodríguez et son compagnon Nicolás Guamanquispe furent parmi les premiers à enregistrer leur union. À la fin de l'année, elle révèle avoir reçu des menaces de mort.
Aux élections législatives de 2017, Diane Rodríguez est élue à l'Assemblée nationale en 2017. Elle devient la première députée trans de son pays.

## Actions pour les droits LGBT+
Diane Rodríguez crée en 2008 l'association Silueta X pour les droits des transgenres. En 2009, elle exige que le registre civil modifie ses prénoms masculins en prénoms féminins (Diane Marie),. Elle obtient gain de cause, cependant, seuls les prénoms sont changés, et non le sexe. Elle se déclare en « désobéissance civile » lorsque le Conseil national électoral la place parmi les hommes en 2011.
En 2014, elle dénonce les discriminations envers les personnes transgenres dans une entreprise de restauration. Elle dénonce par la suite la transphobie dans les programmes télévisés de la chaîne Teleamazonas.

## Vie privée
Diane Rodríguez se définit comme athée.
En 2015, elle annonce que son nouveau compagnon Fernando Machado, lui aussi trans, est enceint de leur enfant. La presse internationale diffuse la nouvelle à la naissance de l'enfant en septembre 2016, les présentant comme le premier couple de personnes trans médiatisé à avoir un enfant,.